# Вербівська сільська рада (Голованівський район)
| Вербівська сільська рада — колишній орган місцевого самоврядування у Голованівському районі Кіровоградської області з адміністративним центром у с. Вербове. Сільській раді були підпорядковані населені пункти: - с. Вербове |

## Склад ради
Рада складалася з 14 депутатів та голови.

### Керівний склад ради
| ПІБ                        | Основні відомості                                                         | Дата обрання | Дата звільнення |
| -------------------------- | ------------------------------------------------------------------------- | ------------ | --------------- |
| Юхименко Дмитро Сергійович | Сільський голова, 1953 року народження, освіта, безпартійний              | 26.03.2006   | 31.10.2010      |
| Юхименко Дмитро Сергійович | Сільський голова, 1953 року народження, освіта вища, член народної партії | 31.10.2010   |                 |

Примітка: таблиця складена за даними джерела

## Населення
За переписом населення України 2001 року в сільській раді мешкало 595 осіб.

### Мова
Розподіл населення за рідною мовою за даними перепису 2001 року:
| Мова       | Відсоток |
| ---------- | -------- |
| українська | 99,50 %  |
| російська  | 0,50 %   |